# 都道府県警察隊長
都道府県警察隊長（とどうふけんけいさつたいちょう）は、旧警察法（昭和22年法律第196号）に基づく都道府県国家地方警察の最高責任者である。

## 概要
当初は、「都道府県警察長」と呼ばれ、職名であるとともに階級でもあった。しかし、自治体警察の警察長との混同を避ける意味で改称されることになった。そして階級としては、新たに設けられた警視長または警視正に任じられた。

## 任免
都道府県警察隊長は、国家公務員法の規定に基づき、警察管区本部長が国家地方警察本部長官の同意を得て任免した。

## 権限
- 部下の警察職員の任免
- 警察活動の適切かつ能率的な執行